# Хайнер
Хайнер Вильям Монжардим Кордейру (порт.-браз. Hayner William Monjardim Cordeiro; 2 октября 1995, Салвадор) — бразильский футболист, защитник клуба «Азуриз», выступающий на правах аренды за клуб «Коритиба».

## Биография
Родился 2 октября 1995 года в городе Салвадор. Воспитанник футбольной школы клуба «Баия». Дебютировал в первой команде 22 августа 2015, сыграв в матче Серии B против клуба «Америка Минейро» (1:1). Тем не менее основным игроком Хайнер не стал, приняв участие в 9 матчах чемпионата и 9 играх Лиги Баияно, забив в последнем 3 гола. В результате с 2016 по 2017 год играл на правах аренды в составе команд «Наутико» и «Пайсанду (Белен)».
В начале 2018 года стал игроком «Гремио Новуризонтино», а уже летом отправился в Португалию в клуб «Лолетану», игравший в третьем дивизионе страны, где провел следующий сезон.
В 2020 году вернулся на родину и играл за «Куябу» в Серии Б, а в 2021 году заключил контракт с клубом «Азуриз», в составе которого играл в Лиге Паранаэнсе, а летом на правах аренды присоединился к клубу «Спорт Ресифи», в составе которого дебютировал в бразильской Серии А.
В 2022 годах выступал на правах аренды в другом клубе Серии А «Атлетико Гояниенсе», за который во всех турнирах отыграл 40 матчей, забил 1 гол, заработал 14 желтых и 2 красных карточки, а также выиграл Лигу Гояно, сыграл и в финале против «Гояса» (3:1).
В январе 2023 г перешёл на правах аренды к концу сезона с правом выкупа в «Днепр-1».

## Достижения
«Атлетико Гоияниенсе»
- Чемпион штата Гояс: 2022

«Днепр-1»
- Серебряный призёр чемпионата Украины: 2022/23